# 渡辺通り
渡辺通り（、ローマ字表記: Watanabe Dōri）は福岡県福岡市中央区天神橋口交差点から渡辺通1丁目交差点までの福岡県道602号後野福岡線1.3kmに付けられた福岡市道路愛称である。

## 概要

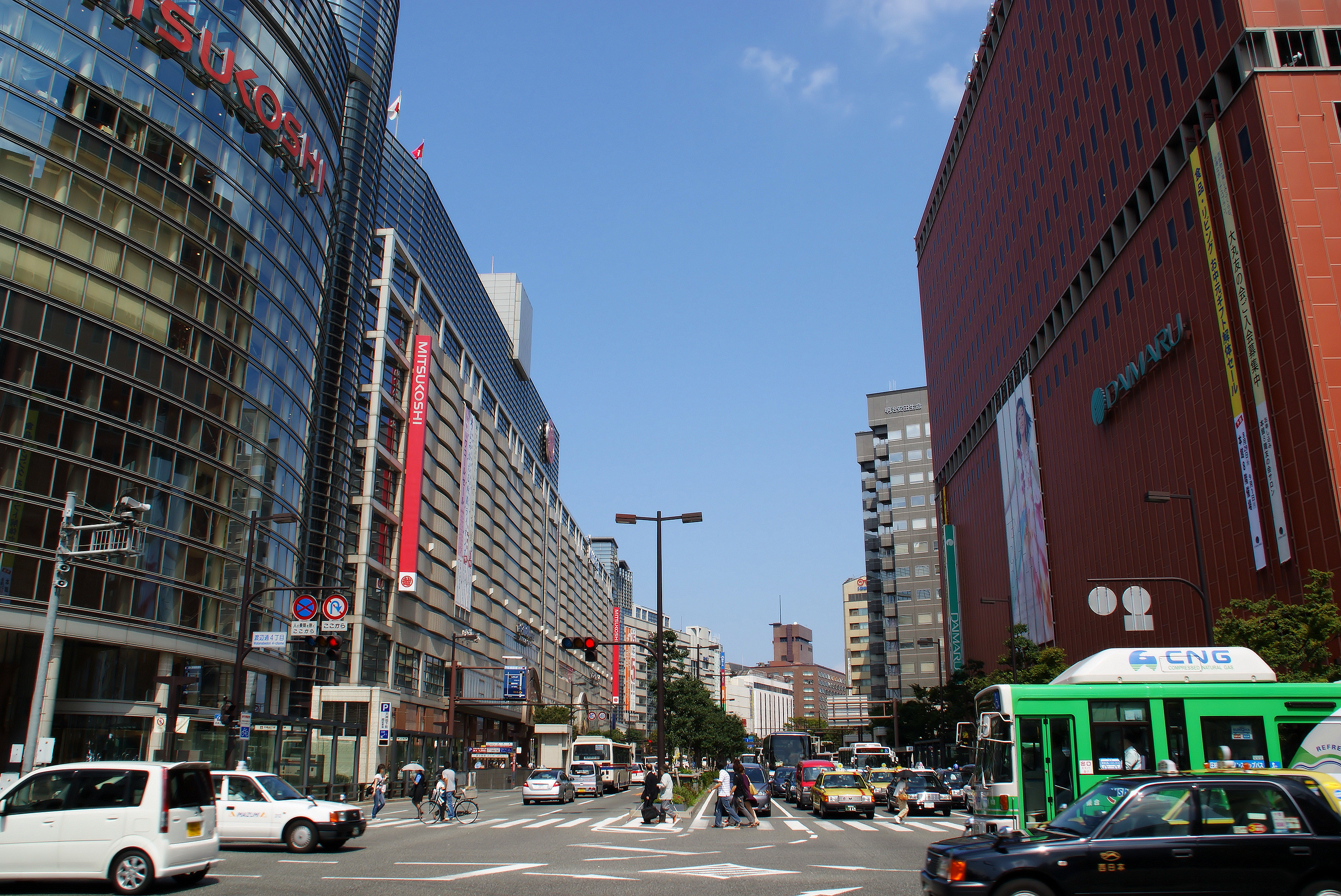
渡辺通四丁目交差点から北方面を望む

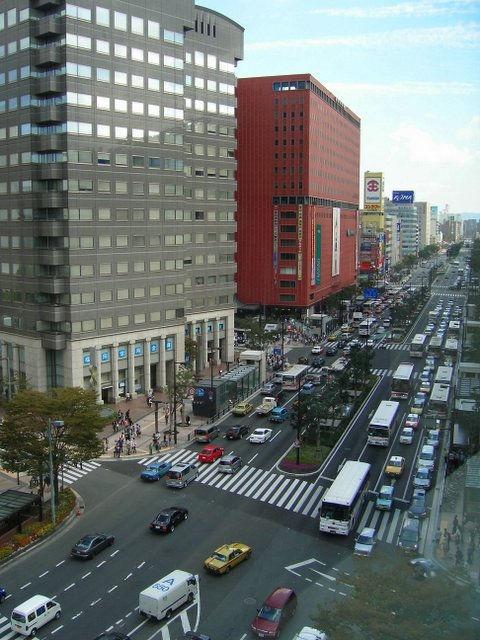
ソラリアステージより南東方面を望む

九州最大の繁華街天神を南北に貫く通りで、渋滞が激しく、ピーク時の混雑度は全国でも有数である。特にバスの台数が多く、朝夕のラッシュ時は10台以上列をなす路線バスが見受けられる。天神地区には渡辺通り上に10箇所のバス停留所のほかタクシー乗り場があり、一番左側の車線はほぼこれらの公共車両で占められる。
夕方から夜にかけては歩道に屋台が設置され、屋台街となる。

## 周辺
天神地区では通りの左右に百貨店や大型の商業ビル・オフィスビルが立ち並び、天神橋口交差点 - 渡辺通4丁目交差点の地下には天神地下街がある。天神地区の南の渡辺通地区では天神地区よりも建物の密度が小さくなり、オフィスビルやビジネスホテルのほか、スーパーマーケットや駐車場がある。
- ミーナ天神
- 天神地下街
- 天神駅
- 天神ビル
- 福岡パルコ
- 天神ツインビル
- ソラリアターミナルビル
  - 西鉄福岡（天神）駅
  - 西鉄天神高速バスターミナル
  - 福岡三越
- ソラリアステージ
- ソラリアプラザ
- 大丸福岡天神店
- 西日本新聞社
- 天神南駅
- Luz福岡天神
- BiVi福岡（RKB毎日放送本社跡地）
- 九州電力本社
- ホテルニューオータニ博多
- サンセルコ
- 渡辺通駅
- 産経新聞西部本部
- 福岡トヨタ自動車本社

## 主な接続路線
| 交差する道路 西←〈渡辺通り〉→東                   | 交差する道路 西←〈渡辺通り〉→東 | 交差する場所  |
| ------------------------------------------------- | ------------------------------- | ------------- |
| 県道602号後野福岡線 千鳥橋方面                    |                                 |               |
| 〈昭和通り〉                                      | 〈昭和通り〉                    | 天神橋口      |
| 〈明治通り〉                                      | 〈明治通り〉                    | 天神          |
| 〈国体道路〉 国道202号                            | 〈国体道路〉 国道202号          | 渡辺通4丁目   |
| 〈城南線〉                                        | 〈住吉通り〉                    | 渡辺通り1丁目 |
| 〈日赤通り〉 県道602号後野福岡線 那珂川・大橋方面 |                                 |               |

## 名前の由来
渡辺通りの名は1911年（明治44年）に一部が開通した博多電気軌道（現在の西日本鉄道の前身の一社）の設置に力をつくした呉服商渡辺與八郎にちなむ（1969年の福岡市制施行80周年を記念した道路愛称事業により制定）。渡辺通り上には同社の路面電車路線が敷設されていた。この路線は最終的に西鉄福岡市内線の一部となったが、1979年（昭和54年）2月11日に廃止・撤去されている。

## 関連人物
俳優の渡邉りか子は渡辺與八郎の子孫にあたる。